# Les Plagiaires de la foudre
Les Plagiaires de la foudre est un conte d'Auguste de Villiers de l'Isle-Adam qui parut pour la première fois dans la Revue de Paris et de Saint-Pétersbourg en octobre 1887.

## Résumé
Au sommet d'une île du Pacifique se dresse un colossal eucalyptus habité par d'énormes perroquets. N'entendant guère que les orages, ils imitent à la perfection les fracas, les rafales et le ruissellement des averses, terrorisant le reste de la population de l'île qui ne sort que la nuit et souffre d'anémie. Enfin, un soir, un cyclone frappe l'eucalyptus, foudroyant les « terrorisants rabat-joie » et rendant à l'île sa joie de vivre.

## Analyse
Cette fable d'Auguste de Villiers de L'Isle-Adam est une satire de la presse qui fait la pluie et le beau temps et dont les auteurs à succès dénaturent le goût du public.

## Éditions
- 1887 -  Revue de Paris et de Saint-Pétersbourg, octobre 1887, à Paris.
- 1888 - In Histoires insolites, Maison Quantin à Paris.